# Albert Ray
Albert Ray (né le 28 août 1897 à New Rochelle et mort le 5 février 1944) est un réalisateur, scénariste et producteur de cinéma américain. Il a réalisé environ 80 films.

## Filmographie

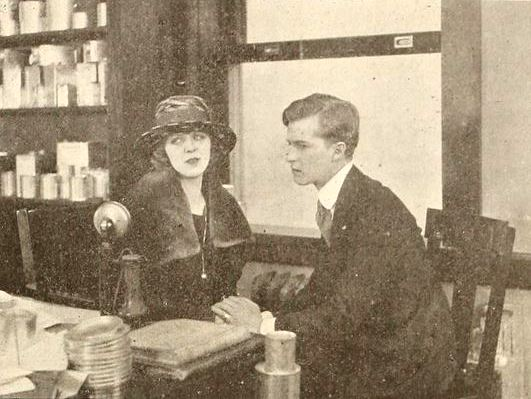
Elinor Fair et Albert Ray dans Be a Little Sport (1919)

### Comme acteur
- 1918 : Un garçon parfait (More Trouble) d'Ernest C. Warde
- 1918 : When Do We Eat? de Fred Niblo
- 1919 : Be a Little Sport de Scott R. Dunlap

### Comme réalisateur
- 1927 : Rich But Honest
- 1928 : None But the Brave
- 1928 : Woman Wise
- 1932 : Le Treizième Invité (The Thirteenth Guest)
- 1932 : Unholy Love
- 1933 : Un hurlement dans la nuit (A Shriek in the Night)
- 1939 : Desperate Trails (en) d'Albert Ray

### Comme scénariste
- 1922 : L'Audace et l'Habit (A Tailor-Made Man) de Joseph De Grasse
- 1937 : Quarante-cinq Papas (45 Fathers) de James Tinling
- 1938 : Mon oncle d'Hollywood (Keep Smiling) de Herbert I. Leeds
- 1938 : Change of Heart de James Tinling

### Comme producteur
- 1939 : Chip of the Flying U de Ralph Staub